# Florence Masnada
Florence Masnada (* 16. Dezember 1968 in Vizille) ist eine ehemalige französische Skirennläuferin.

## Biografie
Sie war in den 1990er Jahren eine der erfolgreichsten französischen Rennläuferinnen. Ihre Spezialdisziplinen waren die Abfahrt und der Super-G. Zu Beginn ihrer Karriere war sie jedoch auch eine gute Technikerin und belegte im Jahre 1990 im Riesenslalom von Stranda (NOR) den dritten Rang und im Slalom von Morzine (FRA) den vierten Rang. Ihren einzigen Sieg im Weltcup feierte sie 1995 im Super-G von Garmisch-Partenkirchen.
Bei großen Titelwettkämpfen gewann sie drei Medaillen. Bei den Olympischen Spielen 1992 in Albertville holte sie in der Alpinen Kombination die Bronzemedaille und bei den Olympischen Spielen 1998 in Nagano gewann sie die Bronzemedaille in der Abfahrt. Auch bei Skiweltmeisterschaften war sie erfolgreich: 1999 wurde sie in Vail Dritte in der Kombination.
Masnada gewann von 1985 bis zu ihrem Karriereende im Jahr 1999 14 französische Meistertitel – so viele wie keine andere Skirennläuferin. Sechsmal siegte sie in der Kombination, dreimal im Slalom, je zweimal in der Abfahrt und im Super-G und einmal im Riesenslalom.

## Erfolge

### Olympische Spiele
- Albertville 1992: 3. Kombination, 19. Super-G
- Lillehammer 1994: 13. Abfahrt, 14. Super-G
- Nagano 1998: 3. Abfahrt, 6. Kombination, 18. Super-G

### Weltmeisterschaften
- Vail 1989: 9. Slalom
- Saalbach 1991: 4. Slalom
- Sestriere 1997: 6. Kombination, 14. Abfahrt, 17. Super-G
- Vail/Beaver Creek 1999: 3. Kombination, 10. Super-G, 11. Abfahrt, 14. Slalom

### Weltcupwertungen
Florence Masnada gewann einmal die Disziplinenwertung in der Kombination.
| Saison  | Gesamt | Gesamt | Abfahrt | Abfahrt | Super-G | Super-G | Riesenslalom | Riesenslalom | Slalom | Slalom | Kombination | Kombination |
| Saison  | Platz  | Punkte | Platz   | Punkte  | Platz   | Punkte  | Platz        | Punkte       | Platz  | Punkte | Platz       | Punkte      |
| ------- | ------ | ------ | ------- | ------- | ------- | ------- | ------------ | ------------ | ------ | ------ | ----------- | ----------- |
| 1988/89 | 41.    | 21     | –       | –       | –       | –       | –            | –            | 24.    | 9      | 8.          | 12          |
| 1989/90 | 46.    | 23     | –       | –       | –       | –       | 21.          | 15           | 23.    | 8      | –           | –           |
| 1990/91 | 23.    | 66     | –       | –       | –       | –       | –            | –            | 13.    | 31     | 1.          | 35          |
| 1991/92 | 39.    | 210    | 46.     | 13      | 16.     | 123     | 39.          | 18           | 27.    | 56     | –           | –           |
| 1993/94 | 52.    | 142    | 56.     | 3       | 26.     | 42      | 42.          | 16           | 35.    | 45     | 13.         | 36          |
| 1994/95 | 19.    | 421    | 11.     | 205     | 7.      | 198     | 41.          | 18           | –      | –      | –           | –           |
| 1995/96 | 54.    | 121    | 37.     | 27      | 26.     | 46      | –            | –            | 55.    | 8      | 6.          | 40          |
| 1996/97 | 11.    | 432    | 13.     | 191     | 6.      | 221     | –            | –            | 41.    | 20     | –           | –           |
| 1997/98 | 15.    | 448    | 6.      | 216     | 20.     | 73      | –            | –            | 34.    | 30     | 5.          | 76          |
| 1998/99 | 17.    | 425    | 7.      | 316     | 33.     | 47      | –            | –            | 40.    | 22     | 10.         | 40          |

### Weltcupsiege
| Datum           | Ort                    | Land        | Disziplin |
| --------------- | ---------------------- | ----------- | --------- |
| 14. Januar 1995 | Garmisch-Partenkirchen | Deutschland | Super-G   |

### Juniorenweltmeisterschaften
- Jasná 1985: 7. Riesenslalom, 21. Abfahrt